# ابوبکر محمد بن داوود ظاهری
ابوبکر محمد ظاهری (نسب:ابوبکر محمد بن داوود ظاهری اصفهانی) (۸۶۸-۹۱۰) فقیه، ادیب، شاعر و کاتب بغدادی در نیمهٔ دوم سدهٔ سوم قمری بود.

## زندگی
ابتدا نزد پدرش داوود بن علی درس خواند که او رئیس وقت مذهب ظاهری بود؛ مذهبی که پیروانش به ظاهرِ نص قرآن و حدیث پایبند بودند. اصفهانی پس نزد احمد بن یحیی شیبانی شاگردی کرد. در شانزده سالگی جانشین پدرش در ریاست مذهب و تدریس شد.
ابوبکر اصفهانی در ۲۷ مه ۹۱۰/ ۹ رمضان ۲۹۷ق درگذشت.

## آثار
- الوصول الی معرفة الأصول
- الإنذار
- الإعذار
- کتاب الزَهرة